# Втрати 61-ї окремої бригади морської піхоти (РФ)
У статті наведено подробиці втрат 61-ї окремої бригади морської піхоти Збройних сил РФ у різних військових конфліктах.

## Перша чеченська війна
| п/п | Прізвище, ім'я, по-батькові                                          | Звання                | Дата народження | Дата смерті | Місце смерті |
| --- | -------------------------------------------------------------------- | --------------------- | --------------- | ----------- | ------------ |
| 1.  | Азербаєв Кадиргалий Утигенович (рос. Азербаев Кадыргалий Утигенович) | матрос                | 04.07.1975      | 14.01.1995  | Грозний      |
| 2.  | Алєєв Юрій Равільєвич (рос. Алеев Юрий Равильевич)                   | матрос                | 18.09.1975      | 17.01.1995  | Грозний      |
| 3.  | Алексєєв Сергій В'ячеславович (рос. Алексеев Сергей Вячеславович)    | матрос, гранатометник | 19.02.1975      | 18.01.1995  | Грозний      |

## Друга чеченська війна
| п/п | Прізвище, ім'я, по-батькові                                              | Звання    | Дата народження | Дата смерті | Місце смерті                        |
| --- | ------------------------------------------------------------------------ | --------- | --------------- | ----------- | ----------------------------------- |
| 1.  | Курягін Юрий Герасимович (рос. Курягин Юрий Герасимович)                 | лейтенант | 15.02.1977      | 31.12.1999  | c. Харачой, Веденський район, Чечня |
| 2.  | Таташвілі Володимир Володимирович (рос. Таташвили Владимир Владимирович) | сержант   | 04.07.1979      | 31.12.1999  | c. Харачой, Веденський район, Чечня |
| 3.  | Мацаєв Денис Миколаєвич (рос. Мацаев Денси Николаевич)                   | матрос    | 07.09.1980      | 31.12.1999  | c. Харачой, Веденський район, Чечня |

## Російсько-українська війна
| п/п | Прізвище, ім'я, по-батькові                                               | Звання                                                                        | Дата народження | Дата смерті   | Місце смерті                     |
| --- | ------------------------------------------------------------------------- | ----------------------------------------------------------------------------- | --------------- | ------------- | -------------------------------- |
| 1.  | Разуда Євген (рос. Разуда Евгений)                                        |                                                                               |                 | 28.08.2014    |                                  |
| 2.  | Трофімов Віталій Миколайович (рос. Трофимов Виталий Николаевич)           | підполковник                                                                  | 20.12.1978      | 08.09.2014    |                                  |
| 3.  | Мамедов Руслан Емінович (рос. Мамедов Руслан Эминович)                    | сержант                                                                       | 06.12.1993      | 28.02.2022    |                                  |
| 4.  | Софронов Дмитро Павлович (рос. Софронов Дмитрий Павлович)                 | полковник, заступник командира бригади                                        | 09.02.1977      | 06.03.2022    | Харківська область               |
| 5.  | Пєтухов Тимофій Вікторович (рос. Петухов Тимофей Викторович)              | старший матрос, навідник 2-го ДШВ                                             |                 | 11.03.2022    |                                  |
| 6.  | Шурко Артем Андрійович (рос. Шурко Артем Андреевич)                       | матрос, оператор роти морської піхоти                                         | 16.12.1999      | 08.04.2022    | Ясинувата, Донецька область      |
| 7.  | Калінін Павло Олексійович (рос. Калинин Павел Алексеевич)                 | старший прапорщик, старшина роти РР                                           | 03.01.1980      | 11.04.2022    | Новобахмутівка, Донецька область |
| 8.  | Ричков Роман Андрійович (рос. Рычков Роман Андреевич)                     | матрос                                                                        |                 | 14.04.2022    |                                  |
| 9.  | Мамедов Магомед Ібрагімович (рос. Мамедов Магомед Ибрагимович)            | сержант, заступник командира взводу розвідувального батальйону                | 04.04.1992      | 16.04.2022    |                                  |
| 10. | Рижиков Володимир Олегович (рос. Рыжиков Владимир Олегович)               | матрос, механік-водій розвідувального батальйону                              | 28.07.1994      | 15.04.2022    |                                  |
| 11. | Присеко Андрій Олександрович (рос. Присеко Андрей Александрович)          | лейтенант, командир взводу                                                    | 20.12.1998      | 19.04.2022    |                                  |
| 12. | Горбунов Олексій Юрійович (рос. Горбунов Алексей Юрьевич)                 | старший матрос, старший стрілець ДШР                                          | 15.01.1993      | 02.05.2022    |                                  |
| 13. | Тимохін Денис Анатолійович (рос. Тимохин Денис Анатольевич)               | матрос                                                                        |                 | 04.05.2022    |                                  |
| 14. | Байрамов Аміль Алескерович (рос. Байрамов Амиль Алескерович)              | матрос                                                                        | 23.09.2000      | 04.05.2022    |                                  |
| 15. | Гросберг Микола В'ячеславович (рос. Гросберг Николай Вячеславович)        | сержант                                                                       | 17.05.1991      | 04.05.2022    |                                  |
| 16. | Огорильцевський Дмитро Андрійович (рос. Огорыльцевский Дмитрий Андреевич) | матрос, розвідник-радіотелефоніст                                             | 25.05.1986      | 17.05.2022    |                                  |
| 17. | Коломоєць Микола Миколайович (рос. Коломоец Николай Николаевич)           | майор, начальник інженерної служби                                            | 03.05.1982      | 23.05.2022    |                                  |
| 18. | Павловський Ілля Миколайович (рос. Павловский Илья Николаевич)            | молодший сержант, ДШБ                                                         | 04.08.1993      | 24.05.2022    |                                  |
| 19. | Давидов Сергій (рос. Давыдов Сергей)                                      | сержант                                                                       |                 | до 27.05.2022 |                                  |
| 20. | Ширін Руслан Сергійович (рос. Ширин Руслан Сергеевич)                     | полковник, начальник штабу бригади                                            | 11.12.1980      | 28.05.2022    |                                  |
| 21. | Сєнцов Михайло Іванович (рос. Сенцов Михаил Иванович)                     | молодший сержант, снайпер, командир відділення                                | 10.09.1984      | 01.06.2022    |                                  |
| 22. | Шнайдер Юрій Вікторович (рос. Шнайдер Юрий Викторович)                    | сержант, командир відділення                                                  | 07.11.1982      | 04.06.2022    | Новобахмутівка                   |
| 23. | Анохін Костянтин Олександрович (рос. Анохин Константин Александрович)     | матрос                                                                        | 13.01.2000      | 05.06.2022    |                                  |
| 24. | Новіков Максим Миколайович (рос. Новиков Максим Николаевич)               |                                                                               | 03.02.1991      | 05.06.2022    |                                  |
| 25. | Сидельников Дмитро Олексійович (рос. Сидельников Дмитрий Алексеевич)      | старший матрос                                                                | 06.09.1994      | 20.06.2022    |                                  |
| 26. | Чупров Віталій Миколайович (рос. Чупров Виталий Николаевич)               | матрос                                                                        | 19.01.1998      | 21.07.2022    |                                  |
| 27. | Виноградов Іван Олександрович (рос. Виноградов Иван Александрович)        | молодший сержант, ДШР                                                         | 03.09.1988      | 26.07.2022    | Харківська область               |
| 28. | Григор'єв Євген Євгенович (рос. Григорьев Евгений Евгеньевич)             | сержант, командир інженерно-технічного відділення старший механік-водій БАТ-2 | 07.04.1992      | 04.08.2022    |                                  |
| 29. | Ішназаров Едуард Ільдарович (рос. Ишназаров Эдуард Ильдарович)            | матрос                                                                        | 01.07.1997      | 04.08.2022    |                                  |
| 30. | Крюков Сергій Олександрович (рос. Крюков Сергей Александрович)            | сержант                                                                       | 11.08.1994      | 04.08.2022    |                                  |
| 31. | Деменьшин Олексій Іванович (рос. Деменьшин Алексей Иванович)              | старший прапорщик                                                             | 26.08.1980      | 04.08.2022    |                                  |
| 32. | Пекшуєв Сергій Сергійович (рос. Пекшуев Сергей Сергеевич)                 | капітан, командир роти снайперів                                              | 20.05.1991      | 04.08.2022    |                                  |
| 33. | Ханмагомедов Вадим Нежмутдінович (рос. Ханмагомедов Вадим Нежмутдинович)  | молодший сержант                                                              |                 | до 11.08.2022 |                                  |
| 34. | Галбіцов Галбіц Ашурбегович (рос. Галбицов Галбиц Ашурбегович)            | старший сержант                                                               | 22.01.1989      | 25.08.2022    |                                  |
| 35. | Ніткін Іван Миколайович (рос. Ниткин Иван Николаевич)                     | старший лейтенант, заступник командира роти                                   | 04.10.1977      | 02.11.2022    |                                  |
| 36. | Барсуков Олексій Ігорович (рос. Барсуков Алексей Игоревич)                | лейтенант, командир розвідувального взводу                                    |                 | 08.11.2022    |                                  |
| 37. | Ордін Ігор Геннадійович (рос. Ордин Игорь Геннадьевич)                    | старший сержант, дшб                                                          | 1983            | 01.03.2023    |                                  |
| 38. | Триханін Василь Сергійович (рос. Триханин Василий Сергеевич)              | навідник                                                                      |                 | 01.03.2023    |                                  |
| 39. | Балтиков Володимир Вікторович (рос. Балтыков Владимир Викторович)         | старший лейтенант, командир взводу                                            | 13.10.1995      | 14.04.2023    | Херсонська область               |
| 40. | Рафіков Євген Олександрович (рос. Рафиков Евгений Александрович)          | командир відділення                                                           | 06.1989         | 18.05.2023    |                                  |
| 41. | Філіппов Олексій (рос. Филиппов Алексей)                                  | кулеметник                                                                    |                 | 25.05.2023    | Херсонська область               |
| 42. | Мірзоєв Доро Анварович (рос. Мирзоев Доро Анварович)                      | матрос                                                                        | 18.01.2003      | 08.06.2023    | Запорізька область               |
| 43. | Капаєв Олексій Сергійович (рос. Капаев Алексей Сергеевич)                 |                                                                               | 27.07.1987      | 21.11.2023    |                                  |

## Інтервенція РФ у Сирію
| п/п | Прізвище, ім'я, по-батькові                                       | Звання         | Дата народження | Дата смерті |
| --- | ----------------------------------------------------------------- | -------------- | --------------- | ----------- |
| 1.  | Федянін Валерій Володимирович (рос. Федянин Валерий Владимирович) | полковник      | 12.05.1971      | 30.09.2017  |
| 2.  | Факєєв Дмитро Володимирович (рос. Факеев Дмитрий Владимирович)    | старший матрос | 05.09.1995      | 02.06.2018  |
| 3.  | Шнайдер Олексій Олексійович (рос. Шнайдер Алексей Алексеевич)     | підполковник   |                 | 09.09.2021  |